# Tournoi des Cinq Nations 1965
Navigation
Tournoi 1964 Tournoi 1966
Le Tournoi des Cinq Nations 1965 se déroule du 9 janvier au 27 mars 1965 sur neuf journées. Chacune des cinq nations participantes affronte toutes les autres et dispute donc deux matches à domicile et deux matches à l'extérieur. La France reçoit donc l'Angleterre et l'Irlande et se déplace en Écosse et au pays de Galles. Cette configuration : réception de l'Angleterre et de l'Irlande les années paires et du pays de Galles et de l'Écosse les années impaires, perdure après 2000, année de l'entrée de l'Italie dans Tournoi qui devient des Six Nations.
Le pays de Galles remporte le Tournoi 1965 mais ne réalise pas le Grand Chelem en raison de sa défaite face à la France lors du dernier match de la compétition.

## Classement
| Rang | Nation             | J | V | N | D | Pm | Pe | Diff | Pts |
| ---- | ------------------ | - | - | - | - | -- | -- | ---- | --- |
| 1    | Pays de Galles (T) | 4 | 3 | 0 | 1 | 55 | 45 | +10  | 6   |
| 2    | France             | 4 | 2 | 1 | 1 | 47 | 33 | +14  | 5   |
| 3    | Irlande            | 4 | 2 | 1 | 1 | 32 | 23 | +9   | 5   |
| 4    | Angleterre         | 4 | 1 | 1 | 2 | 15 | 28 | -13  | 3   |
| 5    | Écosse (T)         | 4 | 0 | 1 | 3 | 29 | 49 | -20  | 1   |

|  | Vainqueur du Tournoi 1965    |
|  | T : tenant(s) du titre 1964. |

- Attribution des points de classement : deux points pour une victoire, un point pour un match nul, aurienen cas de défaite
- Règles de classement : 1. points de classement ; 2. titre partagé

Meilleure attaque : pays de Galles, meilleure défense : Irlande, meilleure différence de points : France.

## Résultats
À l'époque, le barème des points est le suivant : l'essai vaut trois points, la transformation deux points, la pénalité et le drop trois points.
Les matches se jouent le samedi :
| 9 janvier 1965 Temps doux, ciel gris. | France                                                                    | 16 – 8 (5-5) | Écosse                                                      | Stade Yves-du-Manoir, Colombes Terrain excellent 26 159 spectateurs Arbitre : K Kelleher |
| 9 janvier 1965 Temps doux, ciel gris. | Essai(s) : 4 Darrouy (2), Gachassin, Piqué Transformation(s) : 2/4 Dedieu |              | Essai(s) : 2 B.Henderson Transformation(s) : 1/2 K.Scotland | Stade Yves-du-Manoir, Colombes Terrain excellent 26 159 spectateurs Arbitre : K Kelleher |
| 9 janvier 1965 Temps doux, ciel gris. |                                                                           |              |                                                             | Stade Yves-du-Manoir, Colombes Terrain excellent 26 159 spectateurs Arbitre : K Kelleher |

| 16 janvier 1965 | Pays de Galles                                                                       | 14 – 3 (3-0) | Angleterre               | National Stadium, Cardiff Arbitre : K Kelleher |
| 16 janvier 1965 | Essai(s) : 3 Morgan, S.Watkins (2) Transformation(s) : 1/3 Price Drop(s) : D.Watkins |              | Pénalité(s) : Rutherford | National Stadium, Cardiff Arbitre : K Kelleher |
| 16 janvier 1965 |                                                                                      |              |                          | National Stadium, Cardiff Arbitre : K Kelleher |

| 23 janvier 1965 Temps gris et froid ; pluie fine. | Irlande            | 3 – 3 (0-0) | France             | Lansdowne Road, Dublin Terrain glissant 55 000 spectateurs Arbitre : G Walters |
| 23 janvier 1965 Temps gris et froid ; pluie fine. | Essai(s) : M.Doyle |             | Essai(s) : Darrouy | Lansdowne Road, Dublin Terrain glissant 55 000 spectateurs Arbitre : G Walters |
| 23 janvier 1965 Temps gris et froid ; pluie fine. |                    |             |                    | Lansdowne Road, Dublin Terrain glissant 55 000 spectateurs Arbitre : G Walters |

| 6 février 1965 | Écosse                                         | 12 – 14 (6-8) | Pays de Galles                                                                   | Murrayfield, Édimbourg Arbitre : R Gilliland |
| 6 février 1965 | Pénalité(s) : 2 S.Wilson Drop(s) : 2 B.Simmers |               | Essai(s) : 2 Gale, S.Watkins Transformation(s) : 1/2 Price Pénalité(s) : 2 Price | Murrayfield, Édimbourg Arbitre : R Gilliland |
| 6 février 1965 |                                                |               |                                                                                  | Murrayfield, Édimbourg Arbitre : R Gilliland |

| 13 février 1965 | Irlande                                         | 5 – 0 (0-0) | Angleterre | Lansdowne Road, Dublin Arbitre : H Laidlaw |
| 13 février 1965 | Essai(s) : R.Lamont Transformation(s) : Kiernan |             |            | Lansdowne Road, Dublin Arbitre : H Laidlaw |
| 13 février 1965 |                                                 |             |            | Lansdowne Road, Dublin Arbitre : H Laidlaw |

| 27 février 1965 Temps gris et frais. | Angleterre                                    | 9 – 6 (3-3) | France                                  | Twickenham, Londres Pelouse parfaite 72 000 spectateurs Arbitre : R Gilliland |
| 27 février 1965 Temps gris et frais. | Essai(s) : C.Payne Pénalité(s) : 2 Rutherford |             | Essai(s) : Darrouy Pénalité(s) : Dedieu | Twickenham, Londres Pelouse parfaite 72 000 spectateurs Arbitre : R Gilliland |
| 27 février 1965 Temps gris et frais. |                                               |             |                                         | Twickenham, Londres Pelouse parfaite 72 000 spectateurs Arbitre : R Gilliland |

| 27 février 1965 | Écosse                                       | 6 – 16 (3-8) | Irlande                                                                                  | Murrayfield, Édimbourg Arbitre : G Walters |
| 27 février 1965 | Pénalité(s) : S.Wilson Drop(s) : I.Laughland |              | Essai(s) : 3 P.McGrath, Murphy, R.Young Transformation(s) : 2/3 Kiernan Drop(s) : Gibson | Murrayfield, Édimbourg Arbitre : G Walters |
| 27 février 1965 |                                              |              |                                                                                          | Murrayfield, Édimbourg Arbitre : G Walters |

| 13 mars 1965 | Pays de Galles                                                                                 | 14 – 8 (5-0) | Irlande                                                              | National Stadium, Cardiff 58 500 spectateurs Arbitre : P Brook |
| 13 mars 1965 | Essai(s) : 2 Bebb, D.Watkins Transformation(s) : 1/2 Price Pénalité(s) : Price Drop(s) : Price |              | Essai(s) : K.Flynn Transformation(s) : Kiernan Pénalité(s) : Kiernan | National Stadium, Cardiff 58 500 spectateurs Arbitre : P Brook |
| 13 mars 1965 |                                                                                                |              |                                                                      | National Stadium, Cardiff 58 500 spectateurs Arbitre : P Brook |

| 20 mars 1965 | Angleterre           | 3 – 3 (0-0) | Écosse               | Stade de Twickenham, Londres 65 000 spectateurs Arbitre : G Walters |
| 20 mars 1965 | Essai(s) : A.Hancock |             | Drop(s) : D.Chisholm | Stade de Twickenham, Londres 65 000 spectateurs Arbitre : G Walters |
| 20 mars 1965 |                      |             |                      | Stade de Twickenham, Londres 65 000 spectateurs Arbitre : G Walters |

| 27 mars 1965 Temps très doux ; léger vent en faveur de la France puis du pays de Galles. | France | 22 – 13 (19-0) | Pays de Galles                                                                         | Stade Yves-du-Manoir, Colombes Excellent terrain 36 298 spectateurs Arbitre : R Gilliland , puis B Marie |
| 27 mars 1965 Temps très doux ; léger vent en faveur de la France puis du pays de Galles. | Essai(s) : 4 Cabanier 2e G.Boniface 16e, 40e Herrero 35e Transformation(s) : 2/4 Dedieu 2e, 16e Pénalité(s) : Dedieu 23e Drop(s) : Lasserre 43e |                | Essai(s) : 3 Dawes 47e Bebb 60e S.Watkins 67e Transformation(s) : 2/3 T.Price 47e, 60e | Stade Yves-du-Manoir, Colombes Excellent terrain 36 298 spectateurs Arbitre : R Gilliland , puis B Marie |
| 27 mars 1965 Temps très doux ; léger vent en faveur de la France puis du pays de Galles. | |                |                                                                                        | Stade Yves-du-Manoir, Colombes Excellent terrain 36 298 spectateurs Arbitre : R Gilliland , puis B Marie |

Au printemps 1965, l'équipe de France de rugby reçoit celle du pays de Galles à Colombes. À l'issue de la première mi-temps, la France mène 19 à 0 grâce à des essais de Guy Boniface et d'André Herrero entre autres. Le score final est de 22 à 13 pour les Français.
Outre la qualité du match, l'arbitre irlandais, Gililand, est remplacé à la 32e minute par son suppléant français, Bernard Marie. Il s'agit de la première fois qu'un arbitre français officie (accidentellement) dans un match du Tournoi (après 55 ans de participation de la France !).

### Vidéos
- France-Écosse
- Irlande-France
- Irlande-Angleterre
- Écosse-Irlande
- France-Galles